# Jorrit Smeets
Jorrit Smeets (Landgraaf, 25 maart 1995) is een Nederlands voetballer die als middenvelder speelt.

## Carrière
Jorrit Smeets doorliep de jeugdopleiding van Roda JC, en zat van 2014 tot 2016 in de selectie van Roda JC. Hij kwam echter niet in actie voor Roda JC, hij zat alleen een paar keer op de bank. In de zomer van 2016 vertrok hij transfervrij naar Fortuna Sittard, waar hij een amateurcontract tekende. Smeets miste het begin van het seizoen door een gebroken jukbeen. Uiteindelijk maakte hij zijn debuut in de Eerste divisie op 26 september 2016, in de met 3-0 verloren uitwedstrijd tegen Jong PSV. Hij kwam in de 78e minuut in het veld voor Kamen Hadzhiev.

### Statistieken
| Seizoen        | Club             | Land           | Competitie     | Competitie | Competitie | Beker | Beker | Totaal | Totaal |
| Seizoen        | Club             | Land           | Competitie     | Wed.       | Dlp.       | Wed.  | Dlp.  | Wed.   | Dlp.   |
| -------------- | ---------------- | -------------- | -------------- | ---------- | ---------- | ----- | ----- | ------ | ------ |
| 2014/15        | Roda JC Kerkrade | Nederland      | Eerste divisie | 0          | 0          | 0     | 0     | 0      | 0      |
| 2015/16        | Roda JC Kerkrade | Nederland      | Eredivisie     | 0          | 0          | 0     | 0     | 0      | 0      |
| 2016/17        | Fortuna Sittard  | Nederland      | Eerste divisie | 14         | 2          | 0     | 0     | 14     | 2      |
| 2017/18        | Fortuna Sittard  | Nederland      | Eerste divisie | 31         | 0          | 2     | 0     | 33     | 0      |
| 2018/19        | Fortuna Sittard  | Nederland      | Eredivisie     | 32         | 2          | 2     | 0     | 34     | 2      |
| 2019/20        | Fortuna Sittard  | Nederland      | Eredivisie     | 23         | 0          | 3     | 0     | 26     | 0      |
| 2020/21        | Fortuna Sittard  | Nederland      | Eredivisie     | 15         | 0          | 2     | 0     | 17     | 0      |
| 2020/21        | Almere City FC   | Nederland      | Eerste divisie | 16         | 0          | 1     | 0     | 17     | 0      |
| 2021/22        | Almere City FC   | Nederland      | Eerste divisie | 18         | 0          | 1     | 0     | 19     | 0      |
| 2022/23        | Almere City FC   | Nederland      | Eerste divisie | 18         | 0          | 0     | 0     | 18     | 0      |
| Carrièretotaal | Carrièretotaal   | Carrièretotaal | Carrièretotaal | 167        | 4          | 11    | 0     | 178    | 4      |